# Institut de droit parlementaire et politique
 (octobre 2019).
Si vous disposez d'ouvrages ou d'articles de référence ou si vous connaissez des sites web de qualité traitant du thème abordé ici, merci de compléter l'article en donnant les références utiles à sa vérifiabilité et en les liant à la section « Notes et références ».
L'Institut de Droit Parlementaire et Politique est une société canadienne à but non lucratif, fondée en février 2008. 
L'Institut mène des activités professionnelles et pédagogiques visant à l'analyse interdisciplinaire, exhaustive et comparative des affaires publiques. L'Institut se veut politiquement neutre, indépendant de toute affiliation politique, partisane ou de tout intérêt, et ne propose pas de services d'avocats. Il est basé à Ottawa, en Ontario, et ses membres à l'échelle nationale sont des spécialistes du droit, des politiques publiques, de l'administration et des sciences politiques. 

## Sujets d'étude
Le droit parlementaire et politique désigne le domaine du droit, de la connaissance et de la pratique juridiques qui s'intéresse aux fonctions et au fonctionnement des institutions parlementaires, gouvernementales et judiciaires, et de leurs représentants respectifs. 
Le droit parlementaire désigne l'ensemble des lois relatives à la création et au fonctionnement des institutions parlementaires, y compris le droit des privilèges parlementaires. 
Le droit politique désigne l'ensemble des lois traitant de la structure de l'État et des processus légaux de la gouvernance, de l'application de la loi, des politiques publiques et des instruments politiques de la gouvernance, ainsi que de l'impact du droit sur la gouvernance démocratique. 
Pris dans la perspective de l'ensemble du droit public, le droit parlementaire et politique complète le droit constitutionnel et le droit administratif. En tant qu’étude interdisciplinaire, il se distingue des sciences politiques, des politiques publiques et de l’administration, mais y est liée. 
L'Institut (à travers son journal) est spécialisé dans l'analyse interdisciplinaire, exhaustive et comparative de ces sujets.

## Publications et programmes
L’Institut publie trois fois par an le Journal de droit parlementaire et politique, qui est disponible auprès de l'éditeur Carswell Thomson. 
Il organise également une conférence bi-annuelle, dont un exemple est la Troisième Conférence Droit et Parlement qui s'est tenue en novembre 2009 à l'Université de Toronto.

## Membres
- Présidente d'honneur : Beverley McLachlin, juge en chef du Canada
- Président du conseil d'administration : Robert R. Walsh, légiste et conseiller parlementaire, membre de la Chambre des communes
- Président : Christopher Axworthy, conseiller de la reine, doyen de la faculté de droit de l'Université du Manitoba
- Directeur exécutif, secrétaire du conseil d'administration et trésorier : Gregory Tardi, conseiller parlementaire principal, Services juridiques de la Chambre des communes